# 小巴拉尼夫齊
49°36′50″N 23°9′5″E / 49.61389°N 23.15139°E
小巴拉尼夫齊（烏克蘭語：Малі Баранівці），是烏克蘭西部的村莊，隸屬利維夫州的桑比爾區。該村面積6.13平方公里，海拔高度286米，2001年人口496，人口密度每平方公里80.91人。